# Diomede Borghesi
Diomede Borghesi (* 1540 in Siena; † 28. Januar 1598 ebenda) war ein italienischer Dichter und Romanist.

## Leben und Werk
Borghesi studierte in Siena, wurde für zwei Jahre nach Portoferraio verbannt und war in Mantua Schützling des Kardinals Federico Gonzaga (1540–1565). Nach dessen Tod hielt er sich in zahlreichen Städten Italiens auf (zwischen Turin, Venedig und Rom), vor allem aber in Padua, wo er im Umkreis von Scipione Gonzaga mit Sperone Speroni und Francesco Piccolomini (1520–1604) verkehrte.
Ferdinando I. de’ Medici, Großherzog der Toskana, machte Borghesi 1588 zu seinem Kammerherrn und berief ihn 1590 auf den neu gegründeten Lehrstuhl für toskanische Sprache der Universität Siena. Dies war gleichzeitig der erste italienische Lehrstuhl für italienische Sprache überhaupt (Nachfolger: Celso Cittadini). Unter dem Titel Lettere discorsive (3 Bde., Padua 1584, Venedig 1584 und Siena 1603) publizierte Borghesi ungeordnete Beobachtungen zum Italienischen, die angekündigte Synthese erschien jedoch nie. Als Dichter ist Borghesi heute vergessen.

## Weitere Werke
- Orazioni accademiche, hrsg. von Carlo Caruso, Pisa 2009